# Municipio de Caney (condado de Little River)
El municipio de Caney (en inglés: Caney Township) es un municipio ubicado en el condado de Little River en el estado estadounidense de Arkansas. En el año 2010 tenía una población de 314 habitantes y una densidad poblacional de 5,22 personas por km².

## Geografía
El municipio de Caney se encuentra ubicado en las coordenadas 33°54′22″N 94°26′12″O / 33.90611, -94.43667. Según la Oficina del Censo de los Estados Unidos, el municipio tiene una superficie total de 60.19 km², de la cual 59,21 km² corresponden a tierra firme y (1,63 %) 0,98 km² es agua.

## Demografía
Según el censo de 2010, había 314 personas residiendo en el municipio de Caney. La densidad de población era de 5,22 hab./km². De los 314 habitantes, el municipio de Caney estaba compuesto por el 97,77 % blancos, el 0,32 % eran afroamericanos, el 0,64 % eran amerindios y el 1,27 % eran de una mezcla de razas. Del total de la población el 0,32 % eran hispanos o latinos de cualquier raza.